# Joseph Davenport Snowden
Joseph Davenport Snowden ( 1886 – 1973) fue un botánico y micólogo inglés.
Fue científico del Real Jardín Botánico de Kew, siendo asistente en el Departamento de Agricultura de Uganda.

## Algunas publicaciones
- 1965. Collection of ink drawings of spikelets and dissections of the wild and cultivated species of Sorghum, presented, with manuscript notes and descriptions to the Royal Botanic Gardens, Kew, 31st August, (inédito)

### Libros
- 1936. The cultivated races of sorghum. Volumen 490 de Harvard economic botany preservation microfilm project. Editor Printed for the Trustees of the Bentham-Moxon fund by Adlard & son, Ltd. 272 pp.

- La abreviatura «Snowden» se emplea para indicar a Joseph Davenport Snowden como autoridad en la descripción y clasificación científica de los vegetales.[2]